# Santa Magdalena del Pla
Santa Magdalena del Pla és una església romànica del municipi del Pont de Vilomara i Rocafort (Bages) inclosa en l'Inventari del Patrimoni Arquitectònic de Catalunya.

## Descripció
És una construcció d'una sola nau, amb un absis semicircular a sol ixent. En la base d'aquest hi ha una socolada que sobresurt i interiorment és cobert amb una volta de quart d'esfera. La nau, per altra part, és coberta amb volta de canó, encara que hom creu que si es tragués el parament d'argamassa que la cobreix es descobriria la seva probable forma lleugerament apuntada. La volta està reforçada amb un arc toral que divideix la nau amb dos trams.
La porta d'accés es troba al mur de migdia; està formada per un arc de mig punt amb dovelles grosses. Per tal que no caigui tot el pes sobre la clau de volta hi ha una llinda de descàrrega. El campanar és de tipus torre i acaba amb una piràmide truncada. L'aparell és fet amb carreus petits i disposats en filades.

## Història
Aquesta església es trobava dins l'antic terme del castell de Rocafort, al lloc anomenat Vilomara. Aquest lloc és documentat des del 982 com a Vila Amara. L'església ja estava edificada el 1077, data en què Llop Sanç entrà com a monjo del monestir de Sant Benet de Bages i li feu donació i possessions que tenia a Vilomara. La donació de l'església es veu al monestir es veu confirmada el 1118 i es mantindrà fins a la desamortització de 1835. En la butlla del 1196 el Papa Celestí III confirma la donació de l'església de Santa Mª a l'esmenta't monestir. El 1246 l'església apareix citada sota l'advocació de S. M. i després oscil·larà la seva denominació entre Sta. Mª i Santa Magdalena, per quedar aquesta última.
El 1685 quan rebé la visita del bisbe Pasqual es demanà que se li concedís la categoria de sufragània.